# Lista över rollfigurer i Matador
Rollfigurer i Matador är en lista över de fiktiva personer som förekommer i den danska dramaserien Matador, producerad 1978–1981 av Nordisk Film. Listan är ofullständig och innehåller främst de mest framträdande rollfigurerna.

## Familjen Andersen-Skjern

### Mads Andersen-Skjern
Mads Andersen-Skjern är först handelsresande, senare affärsman med egen butik och produktion, han spelas av Jørgen Buckhøj. Han medverkar i seriens samtliga 24 avsnitt och är en av huvudrollerna i serien, den så kallade matadoren. 
Han är gift med Ingeborg Andersen-Skjern, har två barn Daniel och Erik samt styvdottern Ellen. 
Mads har en äldre syster, Anna och en yngre bror, Kristen.
Mads (f. 1897) är uppvuxen i Indre Missionskretsarna på Vestjylland, i trakterna kring Ringkjøbing. Han är djupt präglad av sin kristna tro och förblir konservativ, men anpassar sig något efter sina nya omgivningar. Han anländer till Korsbæk 1929, där han öppnar Tøjhuset och gifter sig med Ingeborg 1930. Mads utökar sin verksamhet kontinuerligt, vilken döps om till Skjerns Magasin 1933, han öppnar även filialer i andra städer (Skælskør 1939 och Præstø 1941) samt en klädfabrik i Korsbæk 1935. Mads är en duktig, ambitiös och kompromisslös affärsman som inte skyr några medel för att uppnå sina mål. Han är strikt, strävsam och har en hög arbetsmoral, grundad i sin kristna uppfostran.

### Ingeborg Andersen-Skjern
Ingeborg Andersen-Skjern, född Larsen, spelas av Ghita Nørby. Hon medverkar i seriens samtliga 24 avsnitt och är en av huvudrollerna i serien. 
Hon är gift med Mads Andersen-Skjern, har två barn Ellen och Erik samt styvsonen Daniel. Sin dotter fick hon när hon studerade på hushållningsskola i Vordingborg, där hon mötte Holger Jørgensen som hon gifte sig med.
Hennes föräldrar är Oluf och Kathrine Larsen.
Hennes tidigare make, Holger drack och var våldsam mot henne och dottern, och det hela slutade i skilsmässa. Maken hamnade därefter i fängelse för bedrägeri. Ingeborg mötte Mads när han och hans son Daniel sov över hos hennes föräldrar, där hon också bodde efter skilsmässan. Hon blir anställd i Mads butik, Tøjhuset 1929. Efter att deras inledningsvis platoniska relation utvecklat sig till kärlek får hon först större ansvar med bland annat inköp. Men under årens lopp får hon allt mindre att göra och - mot sin vilja - hamnar hon i en position där hon främst får sköta hemmet och arrangera representativa affärsmiddagar. Ingeborg är den stabiliserande faktorn i familjens liv. Hon stöttar Mads karriär, men håller honom också nere på jorden när hans planer blir lite väl högtflygande. Hon är en sympatisk person med stor empati, rättspatos och fingertoppskänsla.

### Kristen Skjern
Kristen Skjern är bankman, han spelas av Jesper Langberg. Han medverkar i 21 avsnitt, från och med avsnitt fyra, då han anländer till Korsbæk från Jylland. Han har då lämnat sitt tidigare arbete i en bank i Fredericia.
Kristen har en syster, Anna och en bror, Mads.
Kristen är utbildad inom bankväsendet och anländer till Korsbæk 1931 för att hjälpa sin bror Mads med räkenskaperna i dennes blomstrande affärsverksamhet. Till skillnad från sin bror är han inte särskilt präglad av deras religiösa bakgrund. I samband med sin ankomst till Korsbæk tar han in på Postgården innan han finner en egen lägenhet. Han blir 1932 bankdirektör i broderns nyöppnade bank, Omegnsbanken. Kristen förälskar sig i Elisabeth Friis, men de får svårt i och med att de står på varsin sida av de två konkurrerande familjerna i staden, Varnæs och Skjern. Kristen spelar kammarmusik med doktor Hansen och Elisabeth. 1941 går han med i den lokala motståndsrörelsen. Han är en skicklig och hederlig affärsman, en känslig person, musikalisk samt kulturellt intresserad.

### Daniel Andersen-Skjern
Daniel Andersen-Skjern är son till Mads och hans framlidna första hustru, han får Ingeborg Andersen-Skjern till styvmor i början av serien. Daniel medverkar i 17 avsnitt, som barn spelas han av Kristian Steen Rem och Jacob Dalgaard, som ung av Jim Erichsen och som vuxen av Niels Martin Carlsen.
Han blir god vän med grannpojken Ulrik Varnæs i avsnitt ett och de förblir vänner serien ut. 

### Ellen Skjern
Ellen Andersen-Skjern är dotter till Ingeborg Larsen och Holger Jørgensen, hon får Mads Andersen-Skjern till styvfar i början av serien. 
Ellen spelas som barn av Helle Nielsen och Nynne Ubbe, som ung av Christine Hermansen och som vuxen av Benedikte Dahl.

### Erik Skjern
Erik Skjern är son till Mads och Ingeborg Andersen-Skjern. 
Erik spelas som barn av Kenneth Schmidt, Nikolaj Harris och Lari Hørsted och som ungdom av Jens Christian Milbrat.

### Anna Andersen Skjern
Anna Andersen Skjern, spelas av Kirsten Rolffes. Anna är starkt troende och medlem i Indre Mission. Hon medverkar endast i ett avsnitt, nummer 15, "At tænke og tro". 
Anna Andersen Skjern är syster till Mads och Kristen. 

## Familjen Varnæs

### Hans Christian Varnæs
Hans Christian Varnæs är tredje generationens bankdirektör i familjens bank, han spelas av Holger Juul Hansen. Han medverkar i 23 av 24 avsnitt och är en av huvudrollerna i serien. 
Han är gift med Maude, har tre barn Ulrik, Regitze och Helle. 
Hans Christian har en yngre bror, Jørgen. Hans gudmor är Fru Fernando Møhge.
Han har händerna fulla med sin ängsliga och bräckliga hustru Maude, som går till sängs vid minsta motgång samt andra privata och professionella kontakter, ofta i kombination, som söker stöd hos honom på olika sätt. Han får även ofta hjälpa sin lättsinniga bror Jørgen, med såväl ekonomiska som moraliska problem. När han har möjlighet går han till herrklubben, för att spela kort och koppla av. Hans Christian är i kraft av sin rättfärdighet, vänlighet och ärvda privilegier en av stadens mest respekterade medborgare. Han tycker inte om att vara auktoritär, har ett positivt sinnelag och är ofta förstående, så småningom blir han bättre på att stå upp mer mot brodern och andra som utnyttjar hans välvilja.

### Maude Varnæs
Maude Varnæs, född Friis, spelas av Malene Schwartz. Hon medverkar i seriens samtliga 24 avsnitt och är en av huvudrollerna i serien. 
Hon är gift med Hans Christian Varnæs, tillsammans har de tre barn Ulrik, Regitze och Helle. 
Maude har en äldre syster, Elisabeth och en yngre bror, Gustav Friis.
Maude är medlem i stadens husmorsförening och har ofta bjudningar, för vänner och makens affärspartners. Hon är stolt över att vara stadens främsta dam och kämpar för att upprätthålla sin ställning och ordningen omkring sig. Förlitar sig mycket på systern Elisabeth, som fram till 1931 är familjens husföreståndarinna. Maude är konstintresserad och i sin ungdom hade hon en relation med sin teckningslärare Ernst Nyborg. Hon deltar 1941 i upprättandet av en lokalavdelning av Danske Kvinders Beredskab. Maude är mycket känslig och går till sängs när något går henne emot, i synnerhet om hon tror att familjens ställning eller image är hotad. Hon utvecklar med tiden mer handlingskraft och mod.

### Elisabeth Friis
Elisabeth Friis, är ogift och verkar bland annat som pianolärarinna och organist, hon spelas av Helle Virkner. Hon medverkar i seriens samtliga 24 avsnitt. 
Elisabeth har en yngre syster, Maude och en yngre bror, Gustav Friis.
Hon är fram till 1931 husföreståndarinna hos familjen Varnæs. Elisabeth förälskar sig i Kristen Skjern, men deras förhållande kompliceras av att de står på var sin sida av stadens två konkurrerande familjer, Skjern och Varnæs. Reser till Österrike 1931, där hon tar en kurs i pianospel. Flyttar 1932 till en egen lägenhet och börjar försörja sig som pianolärarinna. Spelar kammarmusik med doktor Hansen och Kristen. Under kriget är hon aktiv i den lokala motståndsrörelsen. Elisabeth är en begåvad, musikalisk och oberoende kvinna som står upp för sina åsikter, vilka lätt ter sig radikala för den konservativa, borgerliga lilla landsortsstaden Korsbæk.

### Ulrik Varnæs
Ulrik Varnæs är son till Hans Christian och Maude Varnæs. 
Ulrik spelas som barn av Søren Bruun och Henrik Mortensen samt som vuxen av Jens Arentzen.
Han blir god vän med grannpojken Daniel Andersen-Skjern i avsnitt ett och de förblir vänner serien ut.

### Regitze Varnæs
Regitze Varnæs är dotter till Hans Christian och Maude Varnæs. 
Regitze spelas som barn av Nicla Ursin och Elisabeth Samsø samt som vuxen av Camilla Hammerich.

### Helle Varnæs
Helle Varnæs är dotter till Hans Christian och Maude Varnæs. 
Helle spelas som spädbarn av Christina Paustian och som barn av Ditte Maria Norup.

### Jørgen Varnæs
Jørgen Varnæs är inledningsvis folketingskandidat för de Konservative och advokat, han spelas av Bent Mejding. Han medverkar i 17 av 24 avsnitt i serien.  
Jørgen är yngre bror till Hans Christian. I början av serien är han gift med Minna.
Jørgen är fram till 1932 gift med Minna, som han bor tillsammans med i Köpenhamn. Men 1931 tas han på bar gärning med sin älskarinna Gitte Graa. Han skiljer sig från hustrun året därpå och går då miste om sin kandidatur. Han säljer sitt aktieinnehav i Korsbæk Bank, lämnar tillbaka sin advokatlicens och råkar därefter bli satt i arbete av Mads Skjern, som ställer krav som Jørgen inte kan uppfylla. Han dricker alltmer vartefter komplikationerna tilltar, både privat och professionellt, när han inte längre kan glida som han är van. Han är arbetsskygg, bekväm och lustdriven, en tämligen inkompetent advokat som inte förmår att anpassa sig efter omständigheterna. Hans livsstil står honom dyrt i längden.

### Minna Varnæs
Minna Varnæs är gift med Jørgen Varnæs, hon spelas av Ellen Winther Lembourn. Hon medverkar i tre av 24 avsnitt i serien.
Minna är ursprungligen från Århus, men bor i Köpenhamn med maken. Hon stöttar hängivet de konservativa och sin make, privat samt i hans politiska karriär. Men får senare reda på att hennes make sedan länge har en älskarinna.

### Gustav Friis
Gustav Friis är aktiv medlem i Konservativ Ungdom, han spelas av Finn Storgaard. Han medverkar i fyra av 24 avsnitt i serien.
Gustav bor i Köpenhamn men deltar bland annat i en politisk march i Korsbæk som urartar. Han gör senare karriär inom militären och inom politiken.
Gustav är yngre bror till Elisabeth Friis och Maude Varnæs.

## Familjen Varnæs umgängeskrets

### Misse Møhge
Misse Møhge, är ogift och spelar piano på Violet Vinters dansskola, hon spelas av Karin Nellemose. Hon medverkar i seriens samtliga 24 avsnitt. 
Misse Møhge är dotter till Fru Fernando Møhge och dennes framlidne make.
Misse tillbringar större delen av sin tid åt att vara följeslagare till sin mor, som hon skjuter framför sig i rullstol, trots att modern kan gå. Fru Fernando Møhge håller dottern i kort koppel och sätter en ära i att värna sin dotters dygd. Misse är en osjälvständigt, kuvad och nervös gammal ungmö som verkar trivas bäst med en tyrann i huset som styr henne. 

### Fru Fernando Møhge
Fru Fernando Møhge (eg. Wilhelmine Edvarda Møhge), änkefru efter Fernando Møhge, hon spelas av Karen Berg. Hon medverkar i 15 av seriens 24 avsnitt. 
Hon är känd som Korsbæks äldsta person, hon hör illa och har en tilltagande demens. Främsta nöjet är att avlägga visit hos familjen Varnæs, där det bjuds på sherry och kakor.
Hon har dottern, Misse, som hon håller mycket hårt och har som oavlönad ständig uppasserska. Hon är bankdirektör Hans Christian Varnæs gudmor.

### Doktor Louis Hansen
Doktor Louis Hansen, spelas av Ove Sprogøe. Han medverkar i 21 av seriens 24 avsnitt. 
Dr. Hansen är Korsbæks läkare. Hans olika hembesök hos sina patienter för honom praktiskt taget till alla invånare i Korsbæk, och han vet därför det mesta om vad som försiggår i staden. Han är god vän med Maude Varnæs syster, Elisabeth Friis, och de spelar ofta kammarmusik tillsammans. hon piano och han cello. Efter att Mads Skjerns bror, Kristen Skjern, anländer till stan och han förälskar sig i Elisabeth, blir även han en regelbunden medlem i deras lilla musikensemble, med Kristen på violin. Emellertid upplöses trion när Kristen och Elisabeths familjer ödelägger parets förhållande. Doktor Hansen fortsätter dock att besöka Elisabeth, oavsett hur vindarna blåser.
Efter den tyska invasionen 1940 medverkar han och bland andra Elisabeth, Kristen och Poul Kristensen i Omegnsbanken tillsammans i en motståndsgrupp.

### Albert Arnesen
Albert Arnesen är manufakturhandlare, han spelas av Preben Mahrt. Han medverkar i de fem första avsnitten i serien. 
Arnesen äger Damernes Magasin, men är en inkompetent och ointresserad affärsman som snarare orsakar problem än löser dem. Han är gift med Vicki och har även en hemlig beundrarinna i fröken Jørgensen, som är anställd i butiken.

### Överste Ditlev Hachel
Överste Hachel, spelas av Bjørn Watt Boolsen. Han medverkar i 10 av seriens 24 avsnitt. 
Överste Hachel är en gammaldags officer och är tämligen stram i sin framhållning. Hans fru hör eller ser man inget av i serien, men hans dotter är Vicki, gift med Albert Arnesen. 

### Vicki Hachel
Vicki Hachel, spelas av Sonja Oppenhagen. Hon medverkar i 19 av seriens 24 avsnitt. 
Hon är dotter till Överste Hachel.
I början av serien är Vicki en ung, glad och festsugen kvinna. Hon är då gift med den mycket äldre manufakturhandlaren Albert Arnesen, men tillbringar den mesta av sin tid med att umgås med sina vänner och festa. Hon gifte sig främst för att komma bort från sin far och kasernen. Hon och fadern kommer senare ihop sig, han förväntar sig att hon ska lyda honom, hon beger sig då till Köpenhamn för att "bli vuxen".

### Konsul Emanuel Holm
Emanuel Holm är svensk konsul, han spelas av Karl Stegger. Han medverkar i 10 av seriens 24 avsnitt, första gången i avsnitt 3  "Skiftedag" och sista gången i avsnitt 18 "Hr. Stein". Skådespelaren dog den 13 april 1980, innan de sista avsnitten där han medverkar hade hunnit sändas.
Han är gift med Oda Holm.

### Konsulinnan Oda Holm
Konsulinnan Oda Holm, spelas av Else-Marie Juul Hansen. Hon medverkar i 18 av seriens 24 avsnitt. 
Hon är gift med konsul Emanuel Holm.
Konsulinnan är en av stadens förande damer, hon är även ordförande i den lokala husmodersföreningen. Hon är konservativ, värnar om kungahuset, kvinnans plats i hemmet och andra gamla dygder. Hon är en av stadens främsta "visitdamer" och uppskattar alltid lite bra skvaller till fikat. Har en dobermann som heter Bella.

## Övriga

### Frederik Andersen
Frederik Andersen är överlärare i den privata skolan i Korsbæk, han spelas av Helge Kjærulff-Schmidt. Han medverkar i sju avsnitt, nämligen 13-15 och 17-20.
Överlärare Andersen är änkling och kan inte laga mat själv, det skötte alltid hans fru. Han framträder som en mycket beskäftig person som först utnyttjar fröken Mikkelsens, sedan Violet Vinters och till sist Misse Møhges ensamhet och hjälpsamhet för att få sina kvällsmåltider lagade samt kläder tvättade och strykta. 
Han är misslynt, snål, kräsen och tycker inte om barn.
Hans brorson, lärare Oscar Andersen, spelad av Nis Bank-Mikkelsen medverkar i avsnitt 20-21.

### Severin Boldt
Severin Boldt är servitör på järnvägsrestaurangen i Korsbæk, han spelas av Per Pallesen. Han medverkar i 21 av seriens 24 avsnitt.
Han besöks dagligen av sina stamkunder Oluf Larsen, Lauritz "Røde" Jensen och "Fede", som kommer för att äta en dagens, dricka öl, spela kort och småprata.
Boldt är ogift. I början av serien sällskapar han med Agnes, men det håller inte. Utöver sitt arbete tjänar Boldt även extra på att sälja ransoneringskuponger  på svarta börsen till sina stamkunder under ockupationen.

### Gitte Graa
Birgitte "Gitte" Graa, spelas av Susse Wold. Hon medverkar i fem av seriens 24 avsnitt.
Gitte är en hedonistisk och färgstark rikemansdotter. Hennes far är storägare i Graas Klædefabrik och bosatt i Schweiz. 
Gitte är bland annat Jørgen Varnæs flamboyanta älskarinna, hon umgås även med baron von Rydtger (hon var tidigare gift med hans bror) och konstnären Ernst Nyborg.

### Frede "Fede" Hansen
Frede Hansen är målare, han spelas av Benny Hansen. Han medverkar i 23 av seriens 24 avsnitt.
Man kan se honom utföra sitt arbete här och där, men merparten av tiden verkar han dock tillbringa genom att äta, och smeknamnet kommer just av hans rondör. Han ses ofta på järnvägsrestaurangen, där han äter middag eller pratar med Lauritz "Røde" Jensen och Oluf Larsen innan han ska hem till sin fru Marie och äta (igen). 

### Marie Hansen
Marie Hansen, spelas av Kirsten Hansen-Møller. Hon medverkar i 11 av seriens 24 avsnitt, nämligen 8, 9, 11, 15, 16 och 18-23.
Marie är gift med "Fede" Hansen och är vän med Agnes Jensen. 
Hon är bra på att laga mat och är även konstnärligt begåvad, hennes målade brickor blir en försäljningssuccé i Agnes företag.  

### Ulla Jacobsen
Fröken Ulla Jacobsen är bankassistent i Korsbæk Bank, hon spelas av Karen-Lise Mynster. Hon medverkar i 12 av seriens 24 avsnitt.
Ulla är brorsdotter till Violet Vinter och kusin till Arnold Vinter. Hon bor på Clausens Pensionat och brukar dansa på Violets dansskola på Postgården.
Bankdirektören Hans Christian Varnæs och hon inleder en relation under hennes tid i banken. Senare möter hon Poul Kristensen, bankassistent i Omegnsbanken.

### Agnes Jensen
Agnes (född Ruud) är piga hos familjen Varnæs, hon spelas av Kirsten Olesen. Hon medverkar i 23 av seriens 24 avsnitt.
Förutom hushållsarbetet hjälper Agnes även till med att ta hand om barnen i hushållet, Ulrik och Regitze. Under ett par år sällskapar hon med servitören på järnvägsrestaurangen Boldt, dit hon tar med Varnæs-barnen på "utflykt", men de slår sedan upp. När hon ska gifta sig slutar hon på sin plats. 
Agnes gifter sig 1935 med Lauritz Jensen och får därmed efternamnet Jensen. De får tillsammans två barn, Aksel och Knud. För att tjäna extrapengar till hushållet tar Agnes uppdrag hos olika familjer tills hon börjar arbeta hemma, med att laga silkesstrumpor. Det går så bra att hon startar eget företag, utökar verksamheten och anställer personal.
Sedan tiden hos Varnæs är Agnes god vän med Laura, som hon ofta pratar med. En annan god vän är Herbert, som bor hos Agnes och Lauritz efter att han flytt från Tyskland. 

### Lauritz "Røde" Jensen
Lauritz Jensen är järnvägsarbetare på Korsbæk Station, han spelas av Kurt Ravn. Han medverkar i 20 av seriens 24 avsnitt.
Han är gift med Agnes och har med henne sönerna Aksel och Knud. 
Lauritz är ivrig och aktiv socialdemokrat (senare kommunist), och kallas därför av sina vänner för "Røde". Han har hjärtat på rätta stället, men har ofta problem med att kombinera sitt brinnande politiska engagemang med familjelivet. Till Agnes ständiga frustration. 
Han är en av stamgästerna på järnvägsrestaurangen och är god vän med Oluf Larsen, Boldt, "Fede" och Herbert, den senare en tysk flykting som han ger skydd. Lauritz tvingas själv gå under jorden 1941 och flyr till Sverige tre år senare. 

### Jacob Jessen
Murarmästare Jacob Jessen, spelas av Poul Reichhardt. Han medverkar i två av seriens 24 avsnitt, nämligen 22 och 23. 
Murarmästare Jessen blir styrelseordförande i Korsbæk Bank efter konsul Holms död. Han är en rejäl hantverkare och är inte van vid de fina rummen, men tar sitt uppdrag på stort allvar. Han motsätter sig att Jørgen Varnæs får återinträda i styrelsen eftersom han, enligt hans (särskilt hans hustrus) åsikt, har lurat dem i samband med en fastighetsaffär.

### Sofie Jessen
Fru murarmästare Jessen (född Antonsen), spelas av Bodil Udsen. Hon medverkar i två av seriens 24 avsnitt, nämligen 22 och 23. 
Fru Jessen upptas i de fina kretsarna i och med makens nya post i bankens styrelse. Hon växte upp på en gård utanför staden och är präglad av detta, med ett lite bonnigt sätt. Hon är en frodig dam som älskar mat, särskilt sockerkaka. Hon är upprörd över att ha blivit lurad på sitt arv efter en tvivelaktig affär med hennes barndomshem, Havgården.

### Holger Jørgensen
Holger Jørgensen, spelas av John Martinus. Han medverkar i tre av seriens 24 avsnitt, första gången i avsnitt 6 "Opmarch" och sista gången i avsnitt 17 "De voksnes rækker". 
Holger Jørgensen har tidigare varit gift med Ingeborg Larsen, som han träffade i Vordingborg. Tillsammans har de en dotter, Ellen. Oluf Larsen har betalat Holger ett större belopp för att han ska hålla sig borta från Ingeborg och Ellen. Sedan dess har Holger suttit i fängelse för bedrägeri, men efter att ha frigivits beger han sig till Korsbæk, där han får arbete. Både Ingeborgs föräldrar och hennes nuvarande make, Mads Andersen-Skjern försöker bli av med Holger så att han inte ska kunna förstöra något mer för Ingeborg och Ellen.

### Inger Jørgensen
Inger Jørgensen är expedit i Damernes Magasin, hon spelas av Vera Gebuhr. Hon medverkar i 15 av seriens 24 avsnitt.
Fröken Jørgensen hyser obesvarade varma känslor för sin chef, Albert Arnesen, som till hennes stora olycka gift sig med en ung flicka istället för henne. När butiken upphör rasar hela hennes värld och hon flyttar istället runt och tar olika arbeten som hon egentligen tycker är långt under hennes värdighet, då hon är en mycket stolt och högdragen person.

### Poul Kristensen
Poul Kristensen är kontorist i Omegnsbanken, han spelas av Christian Steffensen. Han medverkar i fem av seriens 24 avsnitt, nämligen 13-15, 17 och 20.
Poul Kristensen bor på Clausens Pensionat och sällskapar med Ulla Jacobsen som också bor där. Han är under kriget engagerad i motståndsrörelsen i Korsbæk.

### Oluf Larsen
Oluf Larsen är grishandlare, han spelas av Buster Larsen. Han medverkar i seriens samtliga 24 avsnitt. 
Han är gift med Kathrine, far till Ingeborg, morfar till Ellen och Erik samt till Daniel. 
Han har en trofast hund, Kvik, som följer honom vart han går. Dessa båda kan ofta ses på järnvägsrestaurangen, där Larsen äter en bit mat, tar sig en öl eller bara småpratar med Lauritz "Røde" Jensen och "Fede". Kvik får sig ibland också en bit mat och har lärt sig att bara äta köttbullar om de är "danska".

### Kathrine Larsen
Kathrine Larsen, spelas av Lily Broberg. Hon medverkar i 20 av seriens 24 avsnitt.
Hon är gift med Oluf Larsen, mor till Ingeborg, mormor till Ellen och Erik samt till Daniel.
Bor på en gård utanför Korsbæk, Korsbæk Huse. Hon är grundtvigian och av en gammal bondefamilj, äger bland annat fastigheter och mark. Kathrine är stram, men kärleksfull, hon månar särskilt om Daniel och Herbert. Under kriget stöttar hon den lokala motståndsrörelsen. Hon är mycket uppskattad för sin medmänsklighet, hjälpsamhet och matlagning.

### Godtfred Lund
Godtfred Lund är byråsekreterare i Korsbæk, han spelas av Hardy Rafn. Han medverkar i fem av seriens 24 avsnitt.
Han är gift med Lilli. De har två söner som studerar i Köpenhamn. 
Godtfred Lund är en kolerisk man med flotta vanor, han har ekonomiska problem, men betalar 1934 hela sin skuld i Korsbæk Bank och byter till Omegnsbanken. Han hamnar 1935 i blåsväder när Viggo Skjold Hansen anklagar honom för att ha låtit en anteckning i kommunens arkiv försvinna i samband med en försäljning av mark till Mads Skjern. 

### Lilli Lund
Lilli Lund, spelas av Tove Maës. Hon medverkar i fyra av seriens 24 avsnitt.
Hon är gift med Godtfred Lund. De har två söner som studerar i Köpenhamn. 
Lilli Lund är spröd, naiv och helt ovetande om sin makes oärlighet och bedrägerier, såväl privata som professionella.

### Ernst Nyborg
Professor Ernst Nyborg, spelas av Morten Grunwald. Han medverkar endast i ett avsnitt, nummer 8, "Komme fremmede". 
Ernst Nyborg är en berömd konstnär, men var i ungdomen Maude Varnæs teckningslärare. 
Han bor i Tibirke på norra Själland, med fru och två barn. Men kommer till Korsbæk för att ha en utställning på Postgården och för att i hemlighet måla ett porträtt av borgmästaren. Maude lever upp i hans sällskap, men Nyborg har även andra bekantskaper, vilket resulterar i att hon såras. 

### Baron Carl von Rydtger
Baron von Rydtger, spelas av Bendt Rothe. Han medverkar i 11 av seriens 24 avsnitt, första gången i avsnitt 8, "Komme fremmede".
Han är gift med baronessan Arendse von Rydtger.
Baron von Rydtger är ägare till en stor gård samt Brydesø slott. Han är styrelseordförande i Omegnsbanken och ordförande för konstföreningen i Korsbæk. 
Han är god vän med Gitte Graa, Ernst Nyborg och Ingeborg Skjern.

### Baronessan Arendse von Rydtger
Baronessan Arendse von Rydtger, spelas av Birgitte Federspiel. Hon medverkar i tre av seriens 24 avsnitt, första gången i avsnitt 3 "Skiftedag" och sista gången i avsnitt 10 "I disse tider". Baronessan blev utskriven ur serien då Federspiel blev fast anställd vid en teater.
Hon är gift med baron von Rydtger. Bor på Brydesø slott utanför Korsbæk. Hon är likt sin make god vän till familjen Skjern. 
Baronessan är en elegant dam som intresserar sig mycket för hästar och ridning. 

### Herbert Schmidt
Herbert Schmidt är en tysk kommunistisk poet, han spelas av Paul Hüttel. Han medverkar i sju avsnitt, nämligen 9-12 och 15-17. 
Två år efter Hitlers maktövertagande i Tyskland flyr Herbert till Danmark, där hamnar han i Korsbaek med anledning av Lauritz Jensen, som erbjuder honom att bo hemma hos honom. När Spanska inbördeskriget bryter ut, anmäler han sig frivillig tillsammans med "Røde". Han återvänder till Korsbaek 1939, men tvingas fly igen dagen före tyskarna ockuperar Danmark. 
Han blir god vän med Agnes och inleder en relation med Vicki, han är även god vän med makarna Larsen, Oluf och Kathrine.
Han sänder fortsatt hem brev och paket till sina vänner i Korsbaek och berättar om sina försök att lyckas som dramatiker. Rollfiguren är inspirerad av Bertolt Brecht, som också levde som flykting i Danmark.

### Herr Stein
Herr Stein är en plikttrogen bankkamrer i Korsbæk Bank, han spelas av John Hahn-Petersen. Han medverkar i 19 av seriens 24 avsnitt.
Herr Stein är änkeman med vuxna barn som inte figurerar i serien. Han är lågmäld, rättskaffens och trofast.
Eftersom han är jude blir han till sist tvungen att fly efter att tyskarna tagit över makten i Danmark under kriget.

### Herr Schwann
Hr. Rudolf Schwann är  expedit i Damernes Magasin sedan 42 år, han spelas av Arthur Jensen. Han medverkar i 11 av seriens 24 avsnitt. Jensen var 81 år, när serien hade premiär 1978. Han skrevs ut ur serien då skådespelaren konstant krävde högre lön, vilket irriterade seriens regissör Erik Balling.
Herr Schwann är ogift, pryd, snobbig och mycket stolt över sin position i en så fin och anrik modebutik. Han investerar hela sitt liv i verksamhetens uppgång och fall.   

### Iben Skjold Hansen
Iben Skjold Hansen, spelas av Ulla Henningsen. Hon medverkar i 14 av seriens 24 avsnitt, första gången i avsnitt 10.
Iben är dotter till Musse och Viggo Skjold Hansen. 
Hon är särskilt intresserad av ridning och utövar denna sport med sin vän Jenny. Hon intresserar sig även för Kristen Skjern, när hon anländer till Korsbæk, efter att ha slagit upp sin förlovning med tysken Heinrich. Hon är livlig och självsäker, en för tiden okonventionell kvinna som inte riktigt passar in i att leva ett borgerligt liv med dess strama normer.

### Musse Skjold Hansen
Musse Skjold Hansen, spelas av Birthe Backhausen. Hon medverkar i 12 av seriens 24 avsnitt, första gången i avsnitt 7.
Musse är gift med Viggo Skjold Hansen och mor till Iben. Hon är en frispråkig kvinna som genom en större arv och makens position blir en del av stadens finare kretsar, även om hon inte är särskilt omtyckt i Varnæs-kretsen på grund av sitt enkla och plumpa sätt. 

### Viggo Skjold Hansen
Viggo Skjold Hansen är advokat, han spelas av Axel Strøbye. Han medverkar i 14 av seriens 24 avsnitt, första gången i avsnitt 10.
Viggo är gift med Musse och far till Iben. 
Viggo Skjold Hansen köper 1933 Jørgen Varnæs aktieinnehav i Korsbæk Bank och blir därmed storägare och styrelseledamot i banken. Han är en temperamentsfull, driftig man med affärskänsla och under kriget bygger han ett stort garage i familjen Varnæs trädgård som han hyr ut till tyskarna.

### Laura Larsine Sørensen
Laura Larsine Sørensen är kokerska hos familjen Varnæs, hon spelas av Elin Reimer. Hon medverkar i 23 av seriens 24 avsnitt.
Bortsett från Agnes är Laura i allmänhet missnöjd med hushållets olika pigor som kommer och går, hon har inte heller mycket till övers för den fragila fru Varnæs. Men hon vet sin plats och accepterar - ibland orimligt mycket - herrskapets diverse nyckfulla önskemål och behov. I allmänhet visar hon stor solidaritet med herrskapet och är i början en stark motståndare till Skjerns, hon mjuknar något med tiden, men de blir aldrig lika fina som herrn och frun.

### Violet Vinter
Violet Vinter driver stadens dansskola samt ett pensionat, hon spelas av Lis Løwert. Hon medverkar i 17 av seriens 24 avsnitt.
Hon är änka och mor till Arnold Vinter samt faster till Ulla Jacobsen.
Violet är en pimpinett, stolt och lite snobbig dam som lever för att hennes son ska bli en del av den finare borgarklassen.

### Arnold Vinter
Arnold Vinter, spelas av Esper Hagen. Han medverkar i 11 av seriens 24 avsnitt, första gången i avsnitt 1 "Den rejsende" och sista gången i avsnitt 14 "Brikkerne". 
Arnold blir upplärd i Damernes Magasin, men behandlas dåligt av ledningen. Arnold söker sig därför tvärs över gatan till Mads Skjerns butik, där blir han anställd som expedit, men stiger snart i graderna då Mads till skillnad från Albert Arnesen ser hans kapacitet. 
Han är son till Violet Vinter och kusin till Ulla Jacobsen.